# Satoshi Ōsugi
Satoshi Ōsugi (japanisch 大杉 啓 Ōsugi Satoshi; * 22. Dezember 1996 in Shizuoka, Präfektur Shizuoka) ist ein japanischer Fußballspieler.

## Karriere
Satoshi Ōsugi erlernte das Fußballspielen in der Schulmannschaft der Shizuoka Gakuen High School sowie in der Universitätsmannschaft der Nippon Sport Science University. Von Juli 2018 bis Januar 2020 spielte er in Australien bei den unterklassigen Vereinen vom Kingston City FC und dem Sunshine George Cross FC. Am 1. Februar 2020 kehrte er nach Japan zurück. Hier schloss er sich für ein Jahr dem Shinagawa CC aus Yokohama an. Am 13. Januar 2021 nahm ihn der Fujieda MYFC aus Fujieda unter Vertrag. Der Verein spielte in der dritten japanischen Liga, der J3 League. Sein Drittligadebüt gab er am 26. Juni 2021 (13. Spieltag) im Heimspiel gegen Tegevajaro Miyazaki. Hier stand er in der Startelf und stand die kompletten 90 Minuten im Tor. Fujieda MYFC gewann das Spiel mit 2:1 Toren. Für Fujieda stand er zweimal in der dritten Liga auf dem Spielfeld. Im Januar 2022 unterschrieb er einen Vertrag beim Ligakonkurrenten Fukushima United FC. Für den Verein aus Fukushima (Fukushima)Fukushima stand er fünfmal zwischen den Pfosten. Nach zwei Spielzeiten wechselte er im Januar 2024 nach Kōchi zum Viertligisten Kōchi United SC. Am Ende der Saison 2024 wurde er mit dem Verein Vizemeister und qualifizierte sich für die Aufstiegsspiele zur dritten Liga. Hier konnte man sich gegen den Drittligisten YSCC Yokohama durchsetzen und stieg somit in die dritte Liga auf.

## Erfolge
Kōchi United SC
- Japanischer Viertligavizemeister: 2024  ▲